# Llac Markakol
El Llac Markakol (kazakh Маркаколь көлі, Markakol' köli; rus:  озеро Маркаколь, ozero Markakol') és un llac a l'est del Kazakhstan, a la regió de l'Altai (a la província del Kazakhstan Oriental), prop de la frontera amb Rússia i la Xina. Prop de setanta rius l'alimenten i és desguassat pel Khaljir, un afluent de l'Irtix.
És un dels llacs més bonics del país, d'aigua molt transparent amb ribes pintoresques, esquitxades per petites badies. La riba meridional és escarpada i boscosa, la septentrional plana. A prop de les muntanyes, alts làrixs creixen als vessants.
El llac és ric en peixos, com el Brachymystax lenok que només es troba en aquest llac i que pertany a la família dels salmònids, Thymallus i l'anguila. La millor temporada per pescar corre de final d'autume a principi d'hivern.
També hi ha moltes aus, que nien a les praderies riberenques, com calàbries, cabussons, els ànecs, gavines i altres aus limícoles. Als boscos del voltant hi ha grèvols, galls negres, galls fers i perdius blanques.

## Flora i fauna
La flora i fauna de la regió és variada. Prats subalpins són riques en diferents herbes, plantes medicinals rares (Rhodiola rosea i Rheum altaicum, bergenia i d'altres). La Reserva Natural de Markakol compta amb una flora de prop de nou cents varietats de plantes. Entre les plantes incloses a la Llista Vermella de la UICN s'hi poden observar plantes com Erythronium sibiricum, Rheum altaicum, Gymnospermium altaicum, Tulipa heteropetala, Paeonia tenuifolia.
La fauna compta amb quatre tipus de rèptils, dos tipus d'amfibis, 255 espècies d'aus i 58 representants dels mamífers. Les següents espècies dels vertebrats estan incloses al Llibre Vermell del Kazakhstan: la cigonya negra (Ciconia nigra), l'àguila pescadora (Pandio haliaetus), l'àguila marina (Haliaeetus albicilla), l'àliga daurada (Aquila chrysaetos), la grua siberiana (Grus leucogeranus), pantera de les neus (Panthera uncia).
El territori, incloent-hi la Reserva Natural de Markakol i el Parc Natural Nacional d'Estat de Katon-Karagay que no es troba molt lluny d'aquí van ser creats com d'àrea clau dels programes del GEF, el PNUD, WWF, NABU i GTZ Internacional per a la conservació d'Altai-Sayan regió ecològica biològicament variada.

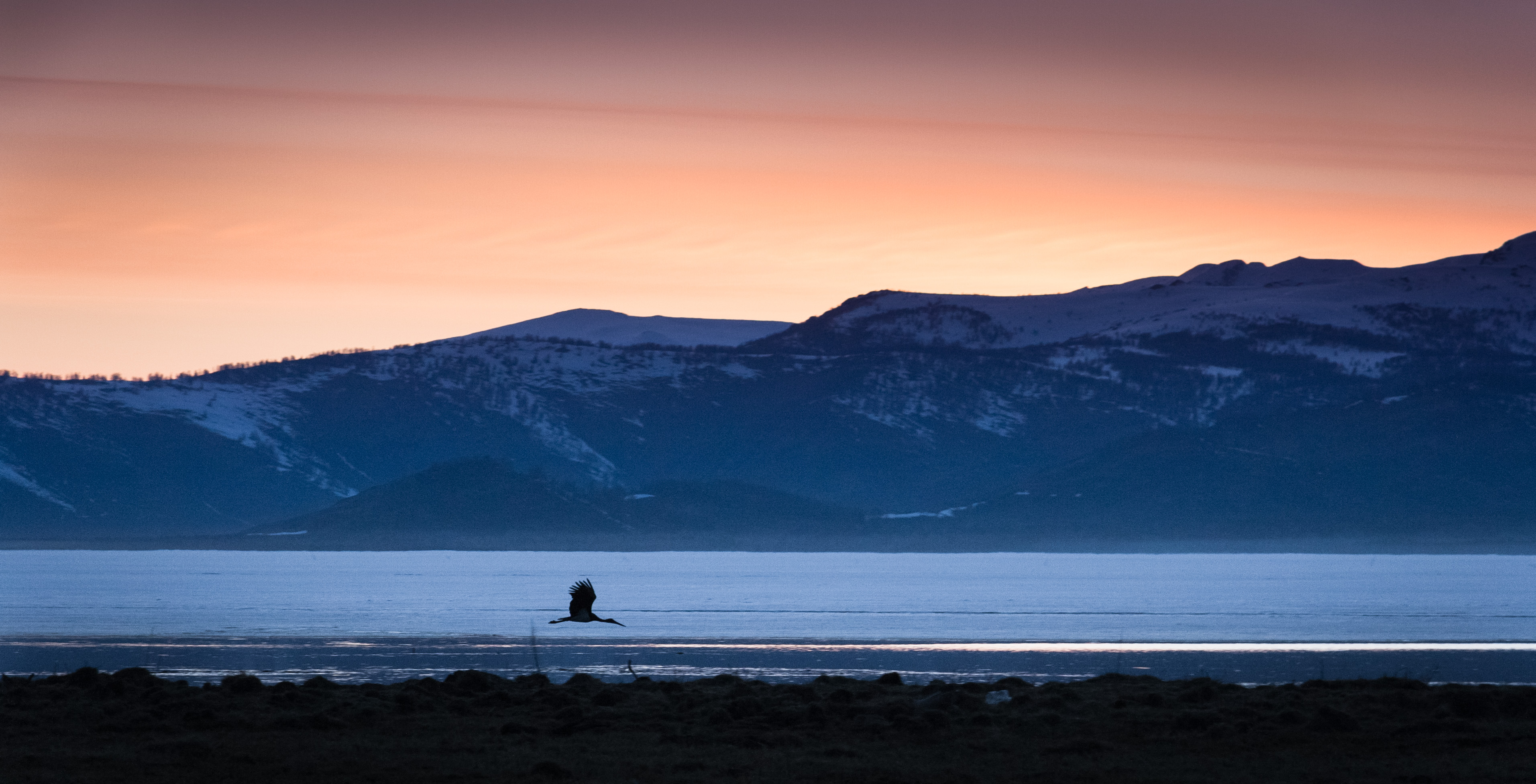
Vista del llac
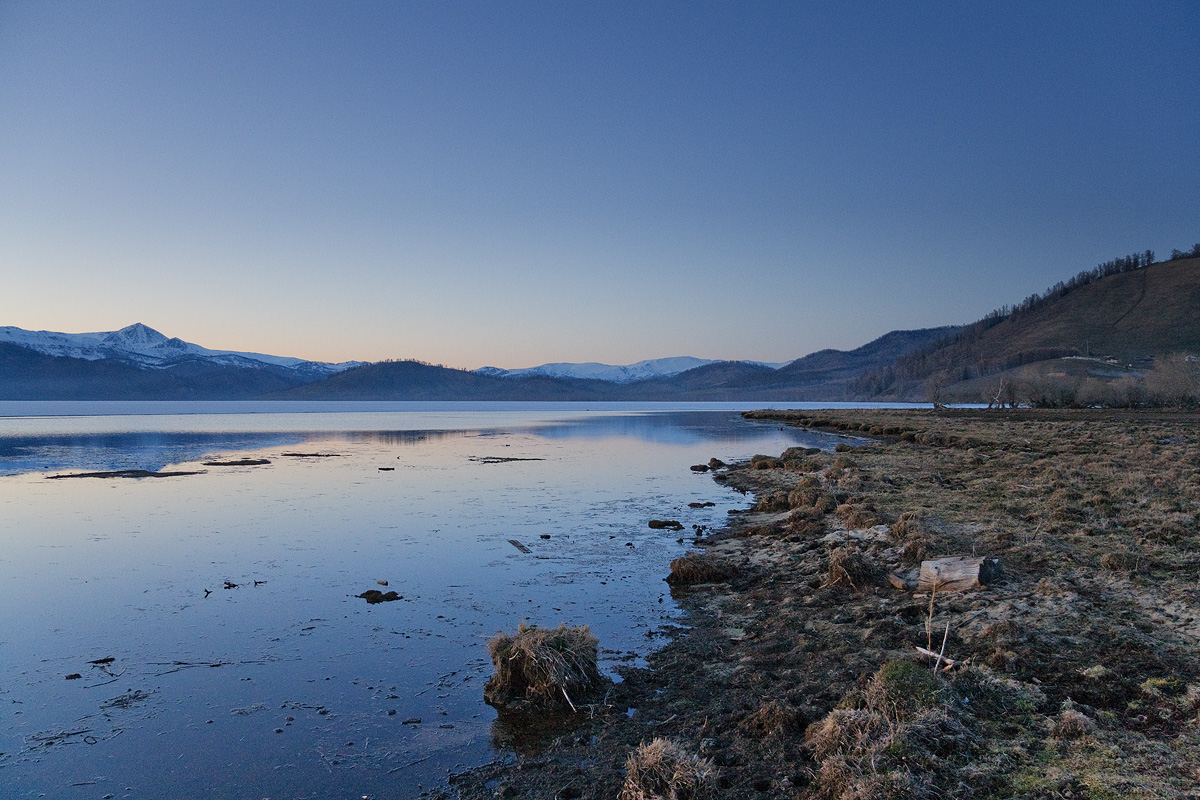
Una altra vista del llac
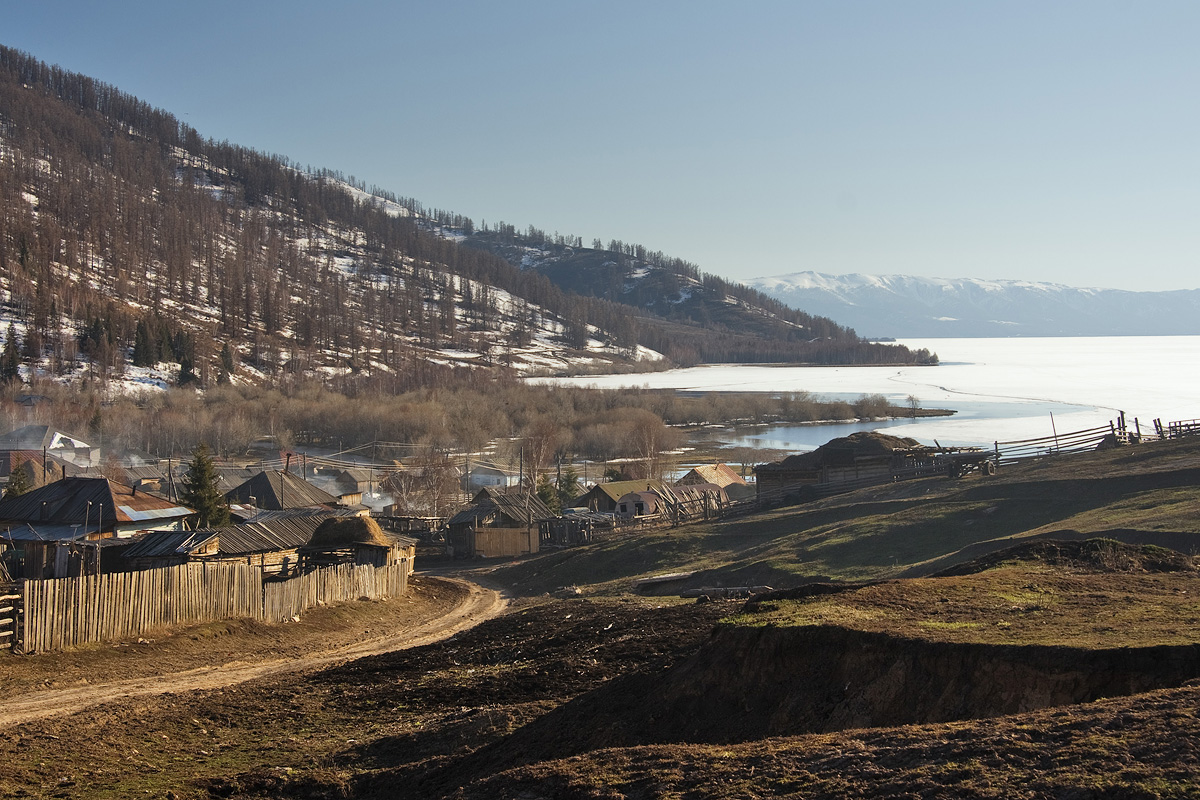
El poble d'Ouroukhaïka a la riba oriental de Markakol